# أبولو 9
أبولو 9 هو اسم لأحد مهمات برنامج أبولو الفضائي. وتمثل الرحلة المأهولة الثالثة في البرنامج، والإطلاق الثاني لصاروخ الفضاء ساتورن 5 والرحلة التجريبية الأولى للوحدة القمرية. مهمة البعثة هي التحليق خلال عشرة أيام في مدار أرضي منخفض. أطلق الصاروخ ساتورن 5 من مركز كنيدي للفضاء في 3 آذار / مارس 1969 على الساعة 11 مساء (بالتوقيت المحلي).
انها المرة الأولى التي ينطلق فيها مجمع متكامل جاهز لهبوط مستقبلي على سطح القمر: الصاروخ ساتورن ووحدة القيادة (بالإنجليزية: CSM Gumdrop)‏ والوحدة القمرية. الغرض من هذه البعثة الوحدة القمرية، بقيادة مارك ديفيت وشويكارت، والذي ابتعد عن ما يقارب 180 كم من المركبة أبولو (بقيادة سكوت).بعد أن تخلصت من مرحلة الهبوط الخاصة بالمركبة القمرية.

## الطاقم
طاقم أبولو 9 من ثلاثة أعضاء:
- جيمس ماك ديفيت: القائد
- ديفيد سكوت: ربان وحدة القيادة
- راسل شويكارت: ربان الوحدة القمرية.

في حال لم يستطع أحد أفراد الطاقم أداء مهامه عند الإطلاق، فإنه يستبدل بأحد أفراد الطاقم الاحتياطي الذين تلقوا نفس التدريب.
الطاقم الاحتياطي يضم:
- بيت كونراد (جيميني 5، جيميني 11، أبولو 12، سكايلاب 2): القائد الاحتياطي؛
- ديك غوردون (جيميني 11، أبولو 12): ربان وحدة القيادة؛
- آلان بين (أبولو 12، سكايلاب 3): ربان الوحدة القمرية؛ [2]

على الأرض، طاقم الدعم التقني يضم:
- فريد هايس (أبولو 13)؛
- جاك لوسما (سكايلاب 3، اس.تي.اس 3)؛
- آل وردن (أبولو 15).

أما إدارة الرحلة فقسمت على 3 فرق معينة بلون (أبيض، وذهبي، وبرتقالي). المديرون من كل فريق هم:
- جين كرانز (الفريق الأبيض)؛
- جيرالد غريفين (الفريق الذهبي)؛
- بيت فرانك (الفريق البرتقالي).

## بيانات الرحلة

### معلومات عن البعثة
- الاسم الرمزي للبعثة: اس.أي - 504
- الإقلاع: 3 مارس 1969 الساعة 16 UTC من مركز كينيدي للفضاء
- الهبوط: 13 مارس 1969 الساعة 17:00:54 UTC—احداثيات: 23 ° 15' شمالا 67 ° 56' غربا
- مركبة القيادة: سي/اس.ام 104 « Gumdrop »
- المركبة القمرية: ال.ام3 العنكبوت « Spider »

### المدار حول الأرض
- الوزن:
  - مركبة القيادة: 26801 كغ
  - المركبة القمرية: 14575 كغ
- المدار
  - الحضيض 189.5 كيلومتر
  - الأوج: 192.4 كيلومترا
  - الميلان: 32.57 °
- المدة الزمنية: 88.64 دقيقة

### التحام المركبتي القيادة والقمرية
- الانفصال: 7 مارس 1969 12:39:36 UTC
- إعادة الالتحام: 7 مارس 1969 19:02:26 UTC

### مهام السير في الفضاء
- شويكارت—إيفا—المركبة القمرية
  - من: 6 مارس 1969 16:45:00 UTC
  - إلى: 6 مارس 1969 17:52:00 UTC
  - المدة: 1 ساعة 07 دقائق
- سكوت—إيفا—مركبة القيادة
  - من: 6 مارس 1969 17:01:00 UTC
- إلى: مارس 6، 1969، 18:02:00 UTC
  - المدة: 1 ساعة 01 دقيقة

### مقالات ذات صلة
- برنامج أبولو

### وصلات خارجية
- (بالإنجليزية) ناسا: « The Apollo Spacecraft: A Chronology »
- (بالإنجليزية) ناسا: « Apollo Program Summary Report »

## هوامش ومراجع
1. 1 2 3  Jonathan McDowell, Jonathan's Space Report (بالإنجليزية), QID:Q6272367
2. ↑  كليفتون ويليامز كان هو من سيشغل وظيفة ربان الوحدة القمرية، لكنه توفي قبل ذلك في 5أكتوبر 1967 خلال حادث تصادم. وقد حل محله آلان بين. الفريق الاحتياطي أوكلت له مهمة أبولو 12، أعد نجمة رابعة على شاراتهم في ذكراه.